# Liste des voies de Bruxelles se référant à un nom de femme
Cet article a pour vocation de recenser les voiries de Bruxelles se référant à des noms de femmes.

## Généralités
À Bruxelles, en 2020, seules 6% des rues portent des noms de femmes. La plupart des noms de femmes attribués à des voiries bruxelloises font référence à des saintes ou des personnages royaux . Ces dernières années, plusieurs communes bruxelloises commencent à mettre des femmes à l'honneur. La Ville de Bruxelles a notamment rendu hommage à la députée britannique Helen Joanne Cox en 2018, en 2019 à la peintre Anna Boch et à la féministe Eliane Vogel-Polsky. Ixelles a par exemple décidé d'ajouter le prénom de Maria à la rue Malibran. La commune d'Etterbeek a donné une seconde appellation à onze rues évoquant le passé colonial belge. Il s'agit d'une installation temporaire en 2020-2021 afin de mettre à l'honneur onze personnalités féminines qui ont contribué à la lutte en faveur des droits humains et à l’émancipation des femmes, comme Rosa Parks, Lalla Fatma N’Soumer ou encore Marie Muilu Kiawanga. Cette volonté de féminisation de voiries s'inscrit dans la problématique plus large de volonté de réappropriation de l'espace public pour les femmes. À titre d'exemple en France, un tiers des rues porte des noms de personnalités et sur ce tiers, 94% des noms d'hommes et selon le géographe Yves Raibaud, on observe une tendance à préférer donner des noms de femmes à des clos, des placettes ou des écoles maternelles plutôt qu'à des grands axes. 
Par ailleurs beaucoup de noms donnés aux rues bruxelloises portent des noms liés au passé commercial (Rue du Marché au charbon, Rue du Marché au poulet), faisant référence à des lieux (Chaussée de Charleroi, Rue de Lausanne) mais également des noms évoquant la royauté (Boulevard du Roi Albert II, Rue du Trône). Autrefois, on mentionnait sous le nom d'un grand homme la raison qui lui avait valu de se voir « plaquifié», autrement dit la raison pour laquelle il avait donné son nom à une artère bruxelloise. Cette tendance s'étant quelque peu perdue, certaines rues portent des noms de personnes dont la référence a été oubliée.

## Liste des voies par commune

### Régional
- Tunnel Annie Cordy [11](Traverse les communes de Ganshoren, Koekelberg, Molenbeek-Saint-Jean et Bruxelles-Ville) Effectif seulement lors de la fin des travaux en Automne 2021.

### Anderlecht
- Allée Clara Clairbert
- Avenue Nellie Melba
- Avenue Simone Veil
- Boulevard Maria Groeninckx-De May
- Place Séverine
- Rue de Sévigné (Madame de Sévigné)
- Rue Maria Tillmans
- Rue Romanie Van Dyck
- Square Marie Curie
- Square Elsa Frison

### Auderghem
- Avenue Ginette Javaux
- Avenue Sainte-Anne
- Avenue Tedesco
- Carrefour Sainte-Anne
- Drève Louisa Chaudoir

### Ville de Bruxelles
- Drève Anna Boch
- Drève Sainte-Anne
- Avenue Impératrice Charlotte (Charlotte de Belgique)
- Avenue Louise (Louise de Belgique)
- Avenue Victoria
- Impasse Sainte-Pétronille
- Parvis Notre-Dame
- Passage Marguerite Yourcenar
- Place Akarova
- Place Jo Cox
- Place Louise (Louise d’Orléans)
- Place Sainte-Catherine
- Place Sainte-Gudule
- Place Stéphanie
- Pont Suzan Daniel
- Rue Christine (Marie-Christine d'Autriche (1742-1798))
- Rue Andrée de Jongh
- Rue Éliane Vogel-Polsky
- Rue Chantal Akerman
- Rue de la Madeleine
- Rue Isala Van Diest
- Rue Marie-Christine (Marie-Christine d'Autriche (1742-1798))
- Rue Marie de Bourgogne
- Rue Marie-Thérèse (Marie-Thérèse d'Autriche (1717-1780))
- Rue Médori
- Rue Princesse Clémentine (Clémentine de Belgique)
- Rue Sainte-Anne
- Rue Sainte-Catherine
- Rue Sainte-Elisabeth
- Rue Sainte-Thérèse
- Rue Stéphanie
- Rue Van Gulick
- Rue Yvonne Nèvejean
- Square Clémentine (Clémentine de Belgique)
- Square Marie-Louise (Marie-Louise d'Autriche)
- Square Marguerite Duras
- Tunnel Louise

### Evere
- Rue Virginie Plas
- Avenue Notre-Dame

### Forest
- Avenue Clémentine (Clémentine de Belgique)
- Avenue Reine Marie-Henriette (Marie-Henriette de Habsbourg-Lorraine)
- Rue Marguerite Bervoets

### Ganshoren
- Avenue Marie de Hongrie
- Parvis Sainte-Cécile
- Place de la Reine Paola
- Place Reine Fabiola

### Ixelles
- Avenue Ernestine [12]
- Avenue Jeanne
- Avenue Marguerite Yourcenar
- Avenue Pierre et Marie Curie
- Petite rue Malibran
- Place Marie-José
- Rue Akarova
- Rue Clémentine (Clémentine de Belgique)
- Rue Élise
- Rue Marie-Henriette (Marie-Henriette de Habsbourg-Lorraine)
- Rue Maria Malibran
- Rue Juliette Wytsman

### Jette
- Clos Ingrid Bergman
- Clos Marilyn Monroe
- Passage Simone Signoret
- Petite rue Anna Magnani
- Petite rue Sainte-Anne
- Rue Amélie Gomand
- Rue Audrey Hepburn
- Rue Fernande Volral
- Rue Marlène Dietrich
- Rue Rosalie Uyttenhove
- Place Reine Astrid

### Molenbeek-Saint-Jean
- Place de la Duchesse de Brabant
- Rue Gabrielle Petit
- Rue Hélène Ryckmans
- Rue Sainte-Marie

### Saint-Gilles
- Place Marie Janson

### Saint-Josse-ten-Noode
- Rue Marie Popelin

### Schaerbeek
- Rue de Beughem
- Rue Marguerite Van de Wiele
- Rue Royale-Sainte-Marie

### Uccle
- Avenue de la Princesse Paola
- Avenue Jacqueline Harpman
- Clos Andrée De Jongh
- Clos Andrée Dumon
- Rue Edith Cavell
- Rue Gatti de Gamond (Isabelle Gatti de Gamond)
- Rue Marie Depage

### Watermael-Boitsfort
- Place Andrée Payfa-Fosseprez

### Woluwe-Saint-Lambert
- Allée Sarah et Jacques Goldberg
- Avenue Marie la Misérable
- Rue Albert et Marie-Louise Servais-Kinet
- Rue Marie-José
- Square Joséphine-Charlotte

### Woluwe-Saint-Pierre
- Avenue Éléonore
- Avenue Sainte-Alix
- Drève Aleyde De Brabant (Adélaïde de Brabant)
- Drève Aurélie Solvay
- Square Sainte-Alix